# Bürgermoos
Bürgermoos ist ein Ortsteil der Stadt Tettnang im Bodenseekreis (Baden-Württemberg).

## Geschichte
Der Name Bürgermoos setzt sich aus zwei Teilen zusammen: „Bürgerlich“ kommt vom Verkauf der Fläche durch Graf Franz Xaver von Montfort an die Bürger Tettnang; „Moos“ beschreibt das Feuchtgebiet, das auf dieser Fläche zum Verkaufszeitpunkt (4. März 1768) war. In den 1820er Jahren findet sich der heutige Name Bürgermoos zum ersten Mal in offiziellen Flurkarten.
1921 wurde das erste Wohnhaus auf dem Gebiet erbaut. Erst 1930 wurde das Feuchtgebiet trockengelegt und das vierte Haus errichtet. 1942 erfolgte der Anschluss an das öffentliche Stromnetz. Zu Anfangszeiten war Bürgermoos vor allem eine Siedlung für Arbeiter und Handwerker. Durch den Zweiten Weltkrieg vertrieben, siedelten sich zwischen 1956 und 1965 77 donauschwäbische Familien in dem neuen Stadtteil an. Viele Straßennamen (bspw. Klausenburger Straße, Hermannstadt Straße) erinnern noch heute an die Herkunftsorte der Flüchtlinge.
Am 5. Dezember 1963 wurde Bürgermoos durch einen Beschluss des Gemeinderats offiziell als Weiler der Stadt Tettnang eingemeindet. Im Anschluss daran wurde das Gewerbegebiet Bürgermoos ausgewiesen. Weil Tettnang in den 1970er Jahren zum Landesausbauort hochgestuft wurde und damit staatliche Förderungen erhielt, konnte u. a. eine interne Erschließung des Gewerbegebietes vorangetrieben werden. Zuerst siedelten sich Firmen wie Nicrola oder Reiss an, später konnten sich im vorderen Bereich der Prinz-Eugen-Straße auch der mega-Markt, Layer-Großhandel und Kaufland ansiedeln. 1984/1985 vergab die Stadt nach dem Bau eines Kindergartens günstige Bauplätze, auch später folgten weitere Baugebiete.
Heute sind in dem Gewerbegebiet unter anderem die ifm-Unternehmensgruppe, Bucher Automation (ehem. futronic) und LTT (Leuchten-Technik-Tettnang) vertreten. Das Gewerbegebiet umfasst inzwischen ca. 60 Hektar und bietet ungefähr 1000 Arbeitsplätze.

## Vereine und Organisationen
- SC Bürgermoos (seit 1971)
- Narrenzunft Bürgermoos e.V. (seit 1994)
- Kindergarten Bürgermoos (seit 1993)